# Ajra
Ajra är en ort i Indien.   Den ligger i distriktet Kolhapur och delstaten Maharashtra, i den sydvästra delen av landet, 1 400 km söder om huvudstaden New Delhi. Ajra ligger 661 meter över havet och antalet invånare är 15 864.
Terrängen runt Ajra är kuperad västerut, men österut är den platt. Ajra ligger nere i en dal. Runt Ajra är det tätbefolkat, med 343 invånare per kvadratkilometer. Närmaste större samhälle är Gadhinglaj, 19,0 km nordost om Ajra. I omgivningarna runt Ajra växer huvudsakligen savannskog.